# Scugnizzi
Pour plus de détails, voir Fiche technique et Distribution.
Scugnizzi est un film italien réalisé par Nanni Loy, sorti en 1989.

## Synopsis
Fortunato Assante, acteur sans travail, prend un poste de professeur de théâtre dans une maison de correction.

## Fiche technique
- Titre : Scugnizzi
- Réalisation : Nanni Loy
- Scénario : Nanni Loy et Elvio Porta
- Musique : Claudio Mattone
- Photographie : Claudio Cirillo
- Montage : Franco Fraticelli
- Production : Giovanni Di Clemente
- Société de production : Clemi Cinematografica et Titanus
- Société de distribution : Titanus (Italie)
- Pays :  Italie
- Genre : Film musical et drame
- Durée : 122 minutes
- Dates de sortie :

## Distribution
- Leo Gullotta : Fortunato Assante

- Graziella Polesinanti : Laura Cametta

## Distinctions
Lors de la 35e cérémonie des David di Donatello, le film reçoit 6 nominations et remporte le David di Donatello du meilleur réalisateur et le David di Donatello de la meilleure chanson originale.